# Camptoptera serenellae
Camptoptera serenellae is een vliesvleugelig insect uit de familie Mymaridae. De wetenschappelijke naam is voor het eerst geldig gepubliceerd in 1978 door Viggiani.